# 米耶尔库雷亚丘克
米耶尔库雷亚丘克（羅馬尼亞語：Miercurea-Ciuc，羅馬尼亞語：[ˈmjerkure̯a t͡ʃjuk] ⓘ，匈牙利語：[ˈt͡ʃiːksɛrɛdɒ] ⓘ，奇克赛赖道，塞克勒堡）位于罗马尼亚中部，是哈尔吉塔县的首府，2011年时人口为37,980人，其中81.39%为匈牙利族。多瑙河的支流奧爾特河流经该地。

## 姊妹城市
- 摩尔多瓦伯尔齐
- 塞尔维亚贝切伊
- 乌克兰贝雷霍韦
- 匈牙利布达凯希
- 匈牙利采格莱德
- 匈牙利久洛
- 匈牙利格德勒
- 匈牙利赫维什
- 匈牙利考波什堡
- 匈牙利毛科
- 匈牙利蒂萨新城
- 匈牙利欧布达
- 匈牙利祖格洛
- 斯洛伐克热列佐夫采
- 瑞士里恩